# Anna (Nữ hoàng băng giá)
Anna của Vương quốc Arendelle là một nhân vật hư cấu xuất hiện trong phim hoạt hình chiếu rạp thứ 53 của Walt Disney Animation Studios, Nữ hoàng băng giá (2013). Người lồng tiếng chủ yếu cho nàng là nữ diễn viên Kristen Bell. Ở đầu phim, Livvy Stubenrauch và Katie Lopez lần lượt lồng tiếng vai nói và vai hát cho Anna lúc còn nhỏ. Agatha Lee Monn lồng tiếng vai hát cho Anna lúc 9 tuổi. Tại Việt Nam, Anna được lồng tiếng bởi Võ Hạ Trâm.
Được sáng tạo bởi hai đồng đạo diễn Jennifer Lee và Chris Buck, nhân vật Anna lấy cảm hứng từ Gerda, một nhân vật trong truyện cổ tích Đan Mạch Bà chúa Tuyết của nhà văn Hans Christian Andersen. Trong bộ phim chuyển thể của Disney, Anna được tái hiện là công chúa của vương quốc Arendelle, một vương quốc hư cấu nằm ở vùng bán đảo Scandinavia, và là em gái của Công chúa Elsa (Idina Menzel lồng tiếng), người thừa kế ngai vàng và sở hữu phép thuật siêu nhiên có thể điều khiển băng và tuyết. Khi Elsa chạy trốn khỏi vương quốc sau khi vô tình phủ mùa đông vĩnh cửu lên Arendelle trong đêm đăng quang của nàng, công chúa Anna dũng cảm và tin tưởng chị đã quyết tâm lên đường, tham gia vào một hành trình đầy hiểm nguy để đưa chị về và cứu cả vương quốc lẫn gia đình mình.
Câu chuyện cổ tích nói chung và nhân vật Bà chúa Tuyết nói riêng gây ra nhiều khó khăn trong một thời gian dài để chuyển thể thành phim điện ảnh. Nhiều giám đốc hãng phim, trong đó có cả Walt Disney, đã tìm cách giải quyết cốt truyền và nhiều kịch bản chuyển thể đã phải gác lại vì các nhà làm phim không thể hoá giải vấn đề với các nhân vật. Cuối cùng, hai đạo diễn Buck và Lee đã giải quyết thành công khó khăn này bằng cách cho Anna và Elsa là hai chị em, từ đó thiết lập một mối quan hệ sống động giữa các nhân vật.
Anna nhận được phản hồi rất tích cực về chuyên môn từ các nhà phê bình điện ảnh, họ ca ngợi sự quyết đoán và nhiệt huyết trong tính cách nhân vật. Bell cũng được nhiều nhà phê bình ca ngợi với phần thể hiện của mình trong phim. Có một số báo cáo không chính thức rằng Anna sẽ được đưa vào thương hiệu Những nàng công chúa Disney vào năm 2014 cùng với Elsa, trở thành thành viên thứ 12 của thương hiệu này.

### Nguồn gốc và cơ sở

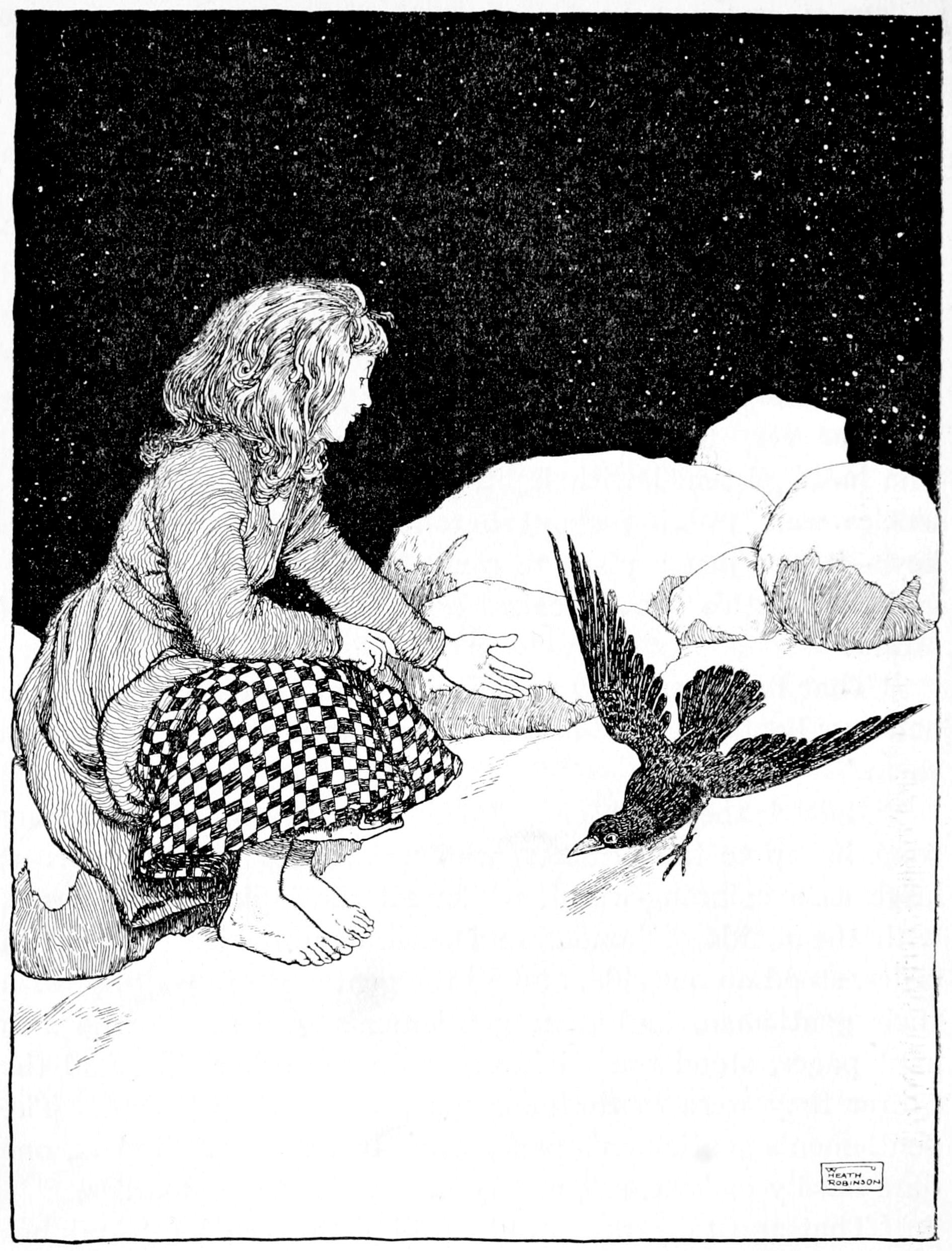
Một bức vẽ minh hoạ nhân vật Gerda, Anna được sáng tạo dựa trên nhân vật này.

### Lồng tiếng

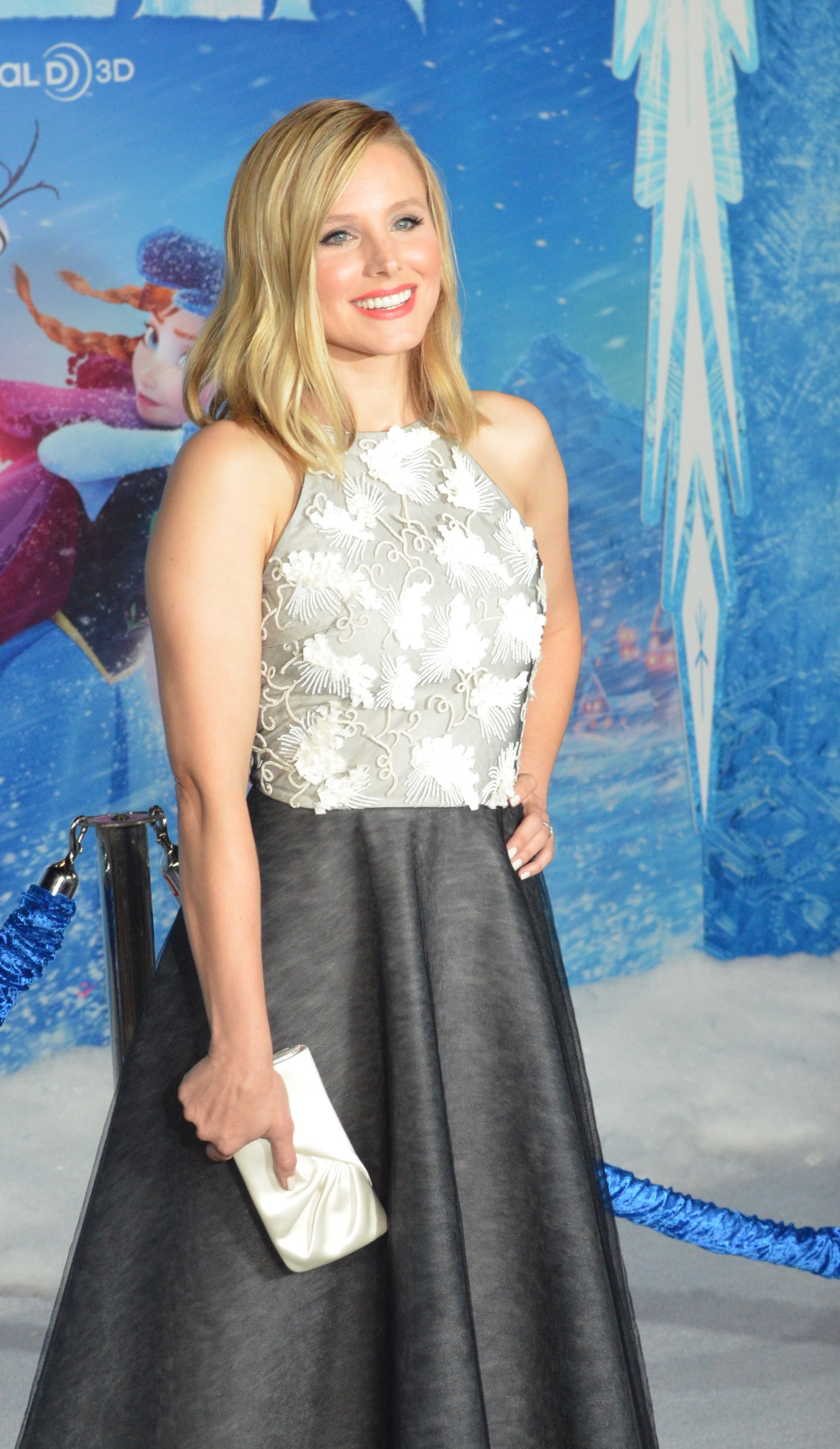
Kristen Bell lồng tiếng cho Anna.

### Thiết kế và tính cách

Từ trái sang phải: váy đăng quang, đồ mặc mùa đông và quần áo mặc mùa hè của Anna.

## Quá trình phát triển